# Anvillea garcinii
Anvillea garcinii là một loài thực vật có hoa trong họ Cúc. Loài này được (Burm.f.) DC. mô tả khoa học đầu tiên năm 1836.